# Montmorency-Fall

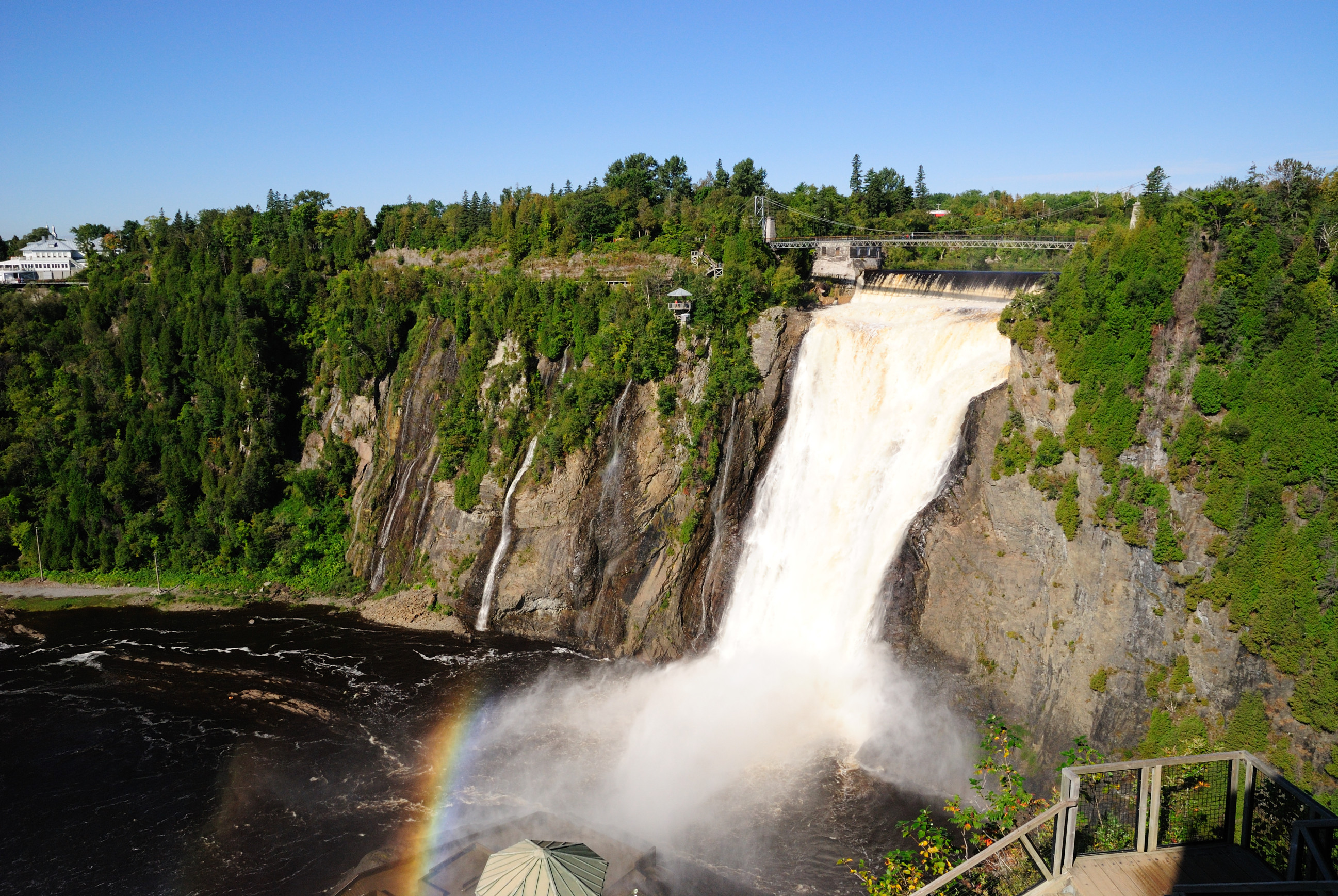
Montmorency-Fall

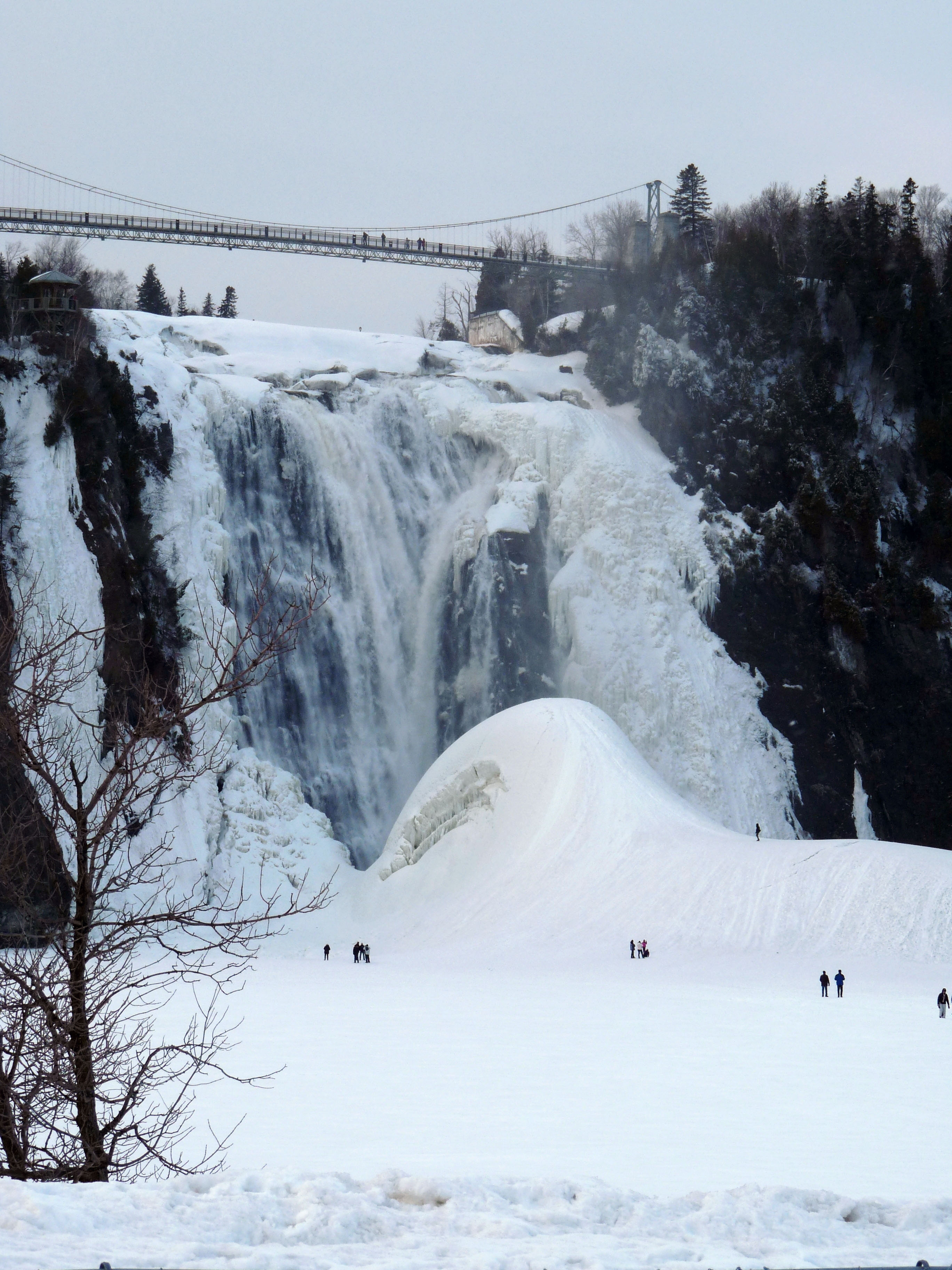
Pain de sucre im Winter

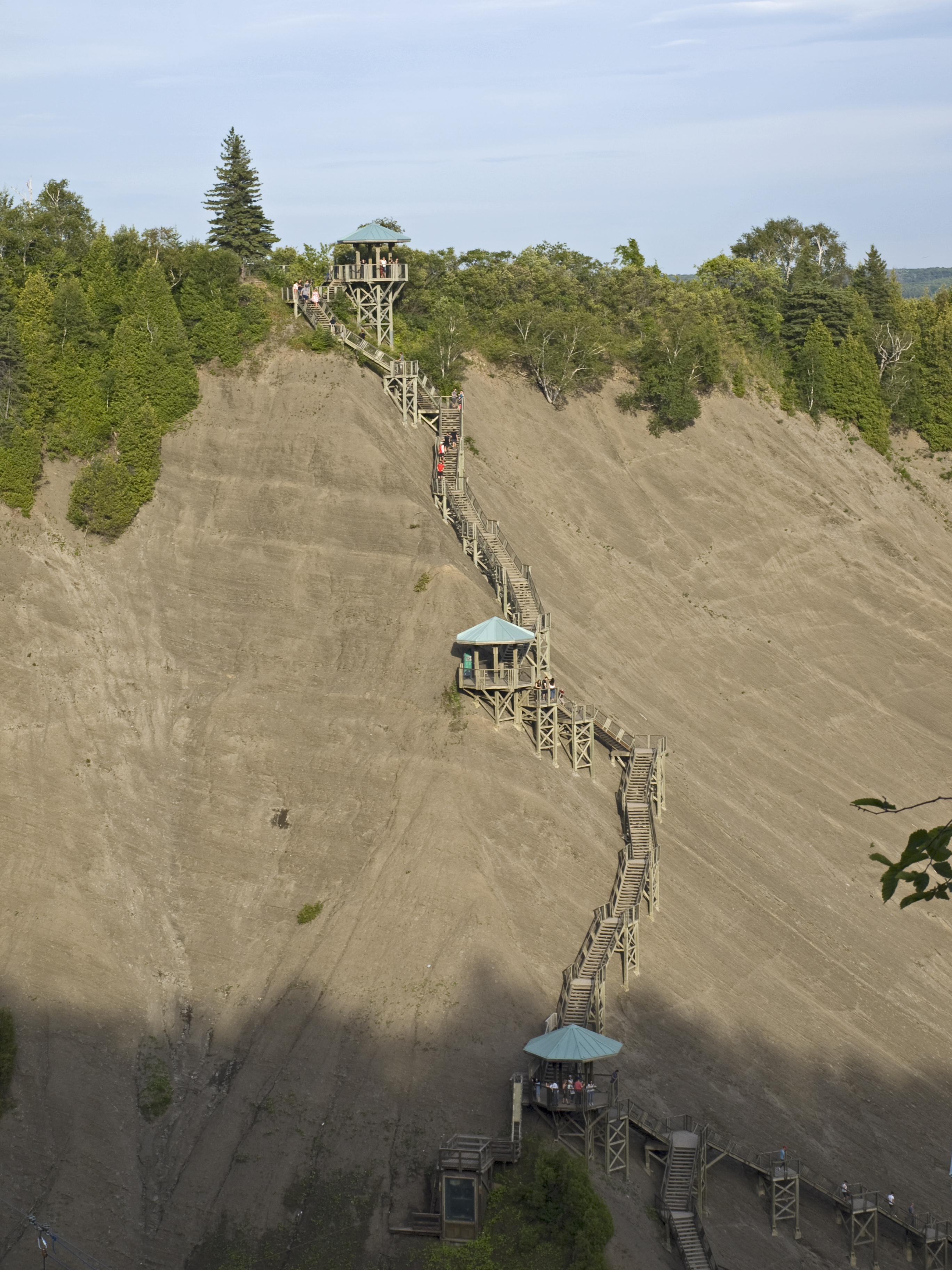
Treppe an der Felswand

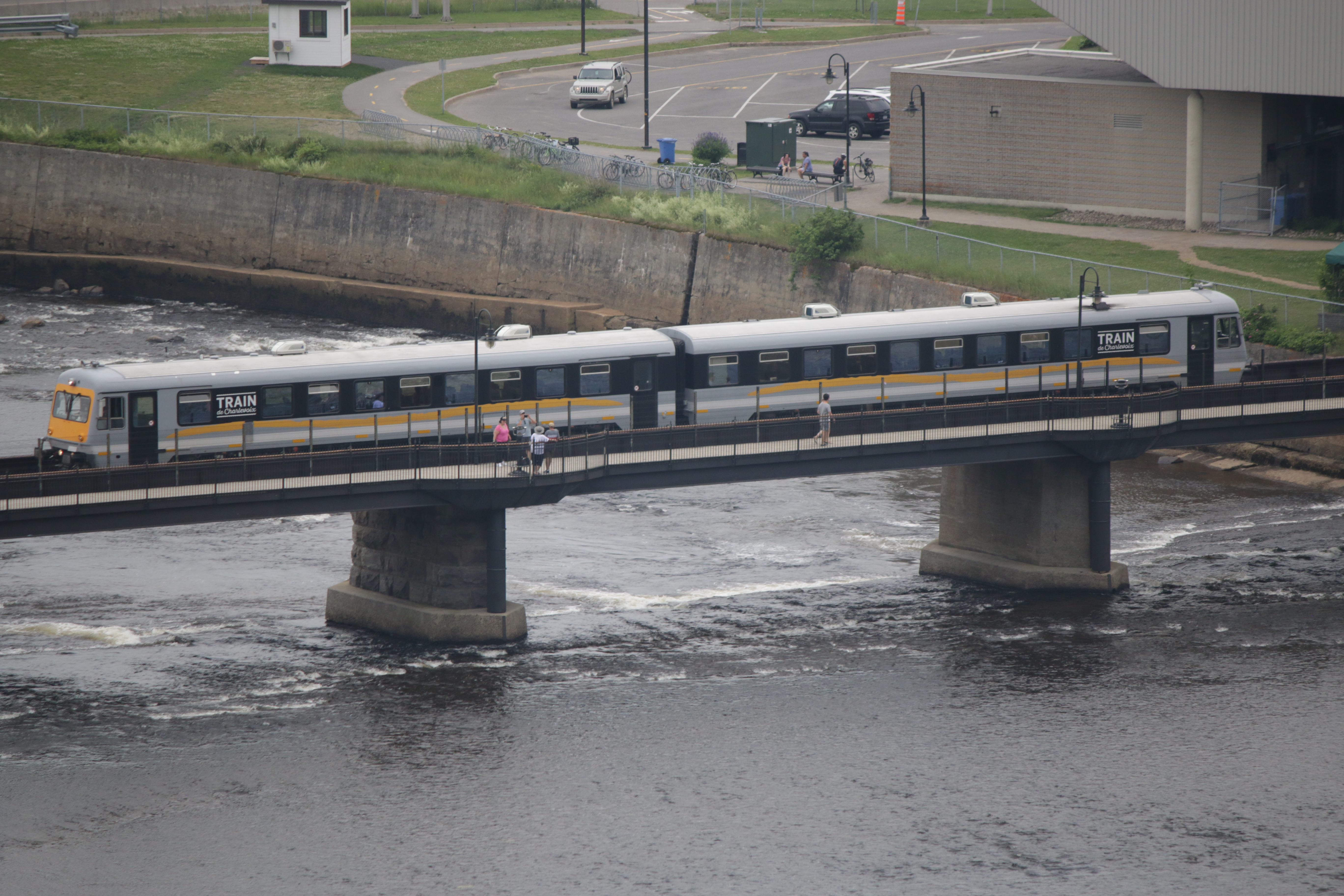
Triebwagen der Unit 1023/1026 (Train de Charlevoix) am Montmorency-Fall

Der Montmorency-Fall (französisch Chute Montmorency) ist ein Wasserfall in der kanadischen Provinz Québec. Er befindet sich 13 Kilometer nordöstlich der Provinzhauptstadt Québec gegenüber der Südwestspitze der Île d’Orléans, an der Grenze zur Gemeinde Boischatel. Der Wasserfall bildet die Mündung des Flusses Montmorency und stürzt über eine Felswand 83 Meter in den Sankt-Lorenz-Strom. Damit ist er der höchste Wasserfall der Provinz Québec und rund 30 Meter höher als die Niagarafälle. Das Flussbecken am Fuße des Wasserfalls ist 17 Meter tief. Während des Winters ist der Flusslauf unterhalb des Wasserfalls zugefroren, auf der Eisdecke direkt am Fuße des Wasserfalls bildet sich dann aus der frierenden Gischt der sogenannte pain de sucre (dt. Zuckerhut), ein Eishügel, der eine Höhe von 30 Metern erreichen kann.

## Geschichte
Der erste Europäer, der den Wasserfall entdeckte, war 1542 der Franzose Jean Fonteneau, der an der Expedition von Jean-François de La Rocque de Roberval teilnahm. Samuel de Champlain benannte den Wasserfall 1608 nach Charles de Montmorency. Im Juli 1759 landeten britische Truppen beim Wasserfall und errichteten auf dem östlich gelegenen Hügel ein befestigtes Lager, von dem Überreste erhalten geblieben sind. Nach einem Angriff der Franzosen unter General Montcalm, der die Briten mehr als 400 Opfer kostete, mussten die britischen Truppen unter James Wolfe ihre Stellungen aufgeben, konnten aber zweieinhalb Monate später in der Schlacht auf der nahe gelegenen Abraham-Ebene westlich von Québec die Franzosen entscheidend schlagen.
Heute zählt der Montmorency-Fall zu den beliebtesten Touristenattraktionen von Québec. Eine Luftseilbahn befördert Besucher auf die obere Ebene des Wasserfalls. Seit 1993 besteht auch eine Treppe in der Felswand. Direkt über dem Wasserfall verbindet eine Hängebrücke die beiden Flussufer miteinander. Die Ränder des Wasserfalls vereisen im Winter, wodurch Eisklettern möglich ist.